# La cucaracha (pel·lícula)
La cucaracha és una pel·lícula mexicana de 1959 coescrita, produïda i dirigida per Ismael Rodríguez, protagonitzada per Dolores del Río i María Félix amb Emilio Fernández, Antonio Aguilar, Flor Silvestre i l'actuació especial de Pedro Armendáriz.

## Argument
En les albors de la Revolució mexicana, derrotat i gairebé sense tropes, el villista coronel Antonio Zeta (Emilio Fernández) arriba a un poble controlat pels carrancistes. Encara que són aliats, Antonio Zeta empresona i ordena afusellar al coronel Zúñiga (David Reynoso) i alguns dels seus homes per prendre el control del poble. Entre els morts està l'amant de "La Cucaracha" (María Félix), una bragada soldadera que capitaneja un grup de dones armades. "La Cucaracha" sent immediatament una atracció pel coronel Zeta. Poc després, en un combat, una dona del poble, madura i educada, anomenada Isabel (Dolores del Río), perd al seu marit i es veu forçada a unir-se a la tropa. En poc temps, "La Cucaracha" aconsegueix que el coronel Zeta es rendeixi davant els seus encants, no obstant això, Zeta està fascinat amb la presència d'Isabel. Enmig de la batalla, es deslliga un enfrontament passional entre "La Cucaracha" i Isabel.

## Repartiment
- María Félix - Refugio "La cucaracha"
- Dolores del Río - Isabel Puente
- Emilio Fernández - Coronel Antonio Zeta
- Pedro Armendáriz - Coronel Valentín Razo
- Ignacio López Tarso - Trinidad
- Antonio Aguilar - El capitán Ventura
- Flor Silvestre - Lola
- Cuco Sánchez - Cantante
- Lupe Carriles - "Trompeta"
- Emma Roldán - Partera
- Miguel Manzano - Gabriel Fuentes
- David Reynoso - Coronel Zuñiga
- Tito Novaro - Jacobo Méndez
- Alicia del Lago - Soldadera embarazada
- Humberto Almazán - Soldier
- Irma Torres - Soldadera

## Producció
El director Ismael Rodríguez tom com a base per La cucaracha, la història d'una vella locomotora anomenada "Cucaracha", que va funcionar en la Revolució Mexicana. Rodríguez va adaptar la història i va convertir "La cucaracha", en una dona, una soldadera. La història giraria en l'enfrontament entre una bravía soldadera i una jove raptada d'una hisenda pels revolucionaris. Rodríguez va oferir la cinta a María Félix durant el rodatge de Tizoc: Amor Indio. L'actriu considerada originalment per a interpretar a la seva nèmesi seria Elsa Aguirre. María va acceptar amb la condició que la co-protagonista fos Dolores del Río, i així pogués donar-se un "enfrontament fílmic" entre les dues grans dives del Cinema Mexicà. D'aquesta manera, i perquè Dolores del Río acceptés el projecte, la història es va modificar per crear un personatge femení tan important com el de "La Doña". Així, la història va derivar en l'enfrontament entre la soldadera i una dona del poble, madura i educada. La veritat és que totes dues actrius es van tractar per primera vegada en les seves vides durant la filmació, i de la suposada rivalitat, va sorgir una estreta amistat que va perdurar fins a la mort. Sobre aquesta "rivalitat" María Félix, va dir en la seva autobiografia en 1993: "Amb Dolores no vaig tenir cap rivalitat. Al contrari érem amigues i sempre ens tractem amb molt de respecte, cadascuna amb la seva personalitat. Eramos completament diferents: Ella refinada, interessant, suau en el tracte, i jo en canvi enèrgica, arrogant i manaire".
El rodatge va tenir lloc a Zacatecas i al Parc Nacional Sierra de Órganos a Sombrerete, Mèxic La Cucaracha fou estrenada als cinemes Robles i Ariel de ciutat de Mèxic el 12 de novembre de 1959. Fou estrenada al Tivoli Theatre de la ciutat de Nova York l'1 de novembre de 1961.

## Premis
| Premi                                         | Categoria       | Nominat                 | Resultat  |
| --------------------------------------------- | --------------- | ----------------------- | --------- |
| 12è Festival Internacional de Cinema de Canes | Palma d'Or      | Ismael Rodríguez Ruelas | Nominat   |
| Premis Menorah                                | Millor Actriu   | María Félix             | Guanyador |
| Premis Menorah                                | Millor Director | Ismael Rodríguez        | Guanyador |